# Le Mur des ténèbres
Pour plus de détails, voir Fiche technique et Distribution.
Le Mur des ténèbres (High Wall) est un film américain réalisé par Curtis Bernhardt, sorti en 1947.

## Synopsis
Un homme, blessé à la tête pendant la guerre, confesse un crime. Le docteur Ann Lorrison essaie de le disculper.

## Fiche technique
- Titre : Le Mur des ténèbres
- Titre original : High Wall
- Réalisation : Curtis Bernhardt
- Scénario : Sydney Boehm, Lester Cole, Alan R. Clark et Bradbury Foote
- Musique : Bronisław Kaper
- Photographie : Paul Vogel
- Montage : Conrad A. Nervig
- Production : Robert Lord
- Société de production : Metro-Goldwyn-Mayer
- Société de distribution : Metro-Goldwyn-Mayer (États-Unis)
- Pays :  États-Unis
- Genre : film noir
- Durée : 99 minutes
- Dates de sortie : 
  - États-Unis : 17 décembre 1947
  - France : 29 avril 1949

## Distribution
- Robert Taylor : Steven Kenet
- Audrey Totter : Dr Ann Lorrison
- Herbert Marshall : Willard I. Whitcombe
- Dorothy Patrick : Helen Kenet
- H. B. Warner : M. Slocum
- Warner Anderson : Dr. George Poward
- Moroni Olsen : Dr Philip Dunlap
- John Ridgely : David Wallace
- Morris Ankrum : Dr Stanley Griffin
- Elisabeth Risdon : Mme Kenet
- Vince Barnett : Henry Cronner
- Jonathan Hale : Emory Garrison
- Charles Arnt : Sidney X. Hackle
- Mary Servoss : Martha Ferguson
- Ray Mayer : Tom Delaney
- Robert Hyatt : Richard Kenet

## Box-office
Le film a rapporté 1 553 000 de dollars aux États-Unis et au Canada et 1 065 000 de dollars à l'étranger,.